# Paul Monau
Paul Monau (Paul Mohnau, Paweł Mohnau, zm. 1525) – mieszczanin
świdnicki, burmistrz miasta w latach 1503/1504, 1509/1510 i 1519/1520. Jedna z głównych postaci sporu między patrycjatem a biedotą i cechami w latach 1520–1524 (Pölerei).
Był bogatym mieszczaninem, pochodzącym z jednego z najświetniejszych rodów patrycjuszowskich. Od 1517 roku wybijał ciężkie halerze wartości 12 halerzy, początkowo w swoim domu przy ulicy Poszewników (ob. Przechodnia), następnie zaś na terenie zamku królewskiego niedaleko bramy Strzegomskiej. Działalność ta spotkała się gwałtownym sprzeciwem kupców i rzemieślników, powodowała bowiem poważne trudności gospodarcze. Wystąpił przeciw niej również król Polski Zygmunt Stary, zakazując w 1518 roku wwożenia tej monety w granice swojego państwa. Zaogniło to jeszcze bardziej i tak już niezwykle napięte stosunki między patrycjatem a cechami. Szewcy złożyli nawet przed radą miejską wniosek o aresztowanie Monaua. Został on jednak odrzucony, wnioskujących natomiast uwięziono. Takie postępowanie włodarzy miasta stało się przyczyną zamieszek, w wyniku których mincerz wraz z pozostałymi bogatymi mieszczanami 7 stycznia 1522 roku opuścił miasto.
Opisywany wyżej konflikt zakończyła dopiero ugoda na sejmiku krajowym w Grodkowie zawarta 2 marca 1524. Monau powrócił wówczas do Świdnicy i otrzymał od Marii, żony króla Ludwika Jagiellończyka przywilej dalszego użytkowania mennicy.
Na mocy dokumentu z 10 października 1524 patrycjusz znalazł się pod opieką starosty księstwa świdnicko - jaworskiego.
10 lipca 1525 wyznaczono na jego pomocnika Konrada Sauermanna z Wrocławia.
Ostatnie monety z inicjałami Paula Monau pochodzą z 1525. W roku następnym najprawdopodobniej już nie żył, bowiem zgodnie z dokumentem z 18 lipca 1526 dzierżawcą mennicy został wspomniany poprzednio Konrad Sauermann.
Fragment  płyty nagrobnej patrycjusza znajduje się prawdopodobnie w północnym narożniku placu nieopodal
kościoła pw. św. Stanisława i św. Wacława.
Zachował się zapis o złożonej przez niego ofierze na kaplicę ratuszową.